# Puente de La Perra
El puente de La Perra es un puente ubicado en la localidad española de Mieres, sobre el río Caudal. Fue inaugurado por primera vez en 1874 y reconstruido varias veces desde entonces. En 1909 se convirtió en uno de los primeros puentes de hormigón construidos en España.

## Descripción
Se construyó en la localidad española de Mieres, en el Principado de Asturias. Es uno de los 11 puentes que salvan el río Caudal. Conectaba con la calle Manuel Llaneza, pero dejó de hacerlo cuando se construyó la autopista.
En la última reconstrucción, se le dotó de tres tramos de malla tipo Pratt en hormigón, con tablero superior que cuenta con una calzada central y aceras laterales.

## Historia
En 1874 se construyó un primer puente de madera de roble por iniciativa de los industriales de la ciudad para poder transportar mercancía desde la Fábrica de Mieres. Dos años después, el Ayuntamiento de Mieres construyó en el mismo lugar otro puente de madera con más envergadura. Ese puente fue derribado por una riada a principios del siglo XX.
En 1902 se publicaron en la Revista de Obras Públicas los requisitos de construcción del nuevo Puente de La Perra que contaría con un presupuesto de 205.036,63 pesetas, el cual era inalcanzable para el Ayuntamiento de Mieres. Fue Melquiades Álvarez quien consiguió la financiación gracias a su influencia como diputado, por lo que se decidió nombrar al puente como el «el Melquíades». Finalmente, en 1909, se inauguró el primer Puente de La Perra de hormigón, lo que lo convirtió también en uno de los primeros de España con estas características. La construcción contaba con una estructura de tres arcos bajos por el que pasaba la locomotora, carros y el tráfico rodado.
Sin embargo, en 1926 ese puente se partió en dos por una fuerte riada. Se tardó 7 años en reconstruir el puente, que fue inaugurado en 1933, aunque con algunos cambios, como un mayor ancho, la desaparición de los arcos y alumbrado. Fue obra del ingeniero José Eugenio Ribera.
En la década de los años sesenta del siglo XX, el Puente de La Perra componía la carretera entre Mieres y Oviedo, la que después pasó a ser la N-630. Ya en el siglo XXI se le hizo una nueva reforma para hacerlo de uso peatonal en exclusiva.
Se cree que el origen de su nombre proceda de la época en la que se debían de pagar diez céntimos de pesetas para atravesar el puente, lo que equivalía a una perra gorda.